# Classe dominante
Classe dominante é um termo utilizado para designar a classe social que controla o processo económico e político. Especificamente para a análise marxista, dentro do sistema capitalista, classe dominante corresponde à burguesia, ou seja, refere-se especificamente à classe social detentora dos meios e da capacidade de organizar a produção capitalista, ainda que não necessariamente tenha o controle total do processo de expansão econômica.